# Eco e Narciso
Eco e Narciso è un dipinto del 1903 di John William Waterhouse, che Illustra l'episodio omonimo narrato dal poeta latino Publio Ovidio Nasone ne Le metamorfosi.
Waterhouse (1847-1917) è stato un pittore inglese il quale, a causa dello stile e dei temi trattati, è stato classificato come un preraffaellita, ma è più accuratamente inscrivibile come un esponente del neoclassicismo. Con oltre 200 opere al suo attivo, soprattutto nel genere della mitologia classica, ma anche di soggetti storici o letterari, uno dei suoi temi comuni è la femme fatale, ossia la donna che irretisce un uomo.
"Eco e Narciso" è uno dei quadri appartenente alla serie del genere mitologico. Il dipinto è un olio su tela e misura 109,2 cm per 189,2. Fa parte della collezione d'epoca vittoriana del Walker Art Gallery di Liverpool, essendo stato acquistato dal museo nel 1903

## Descrizione

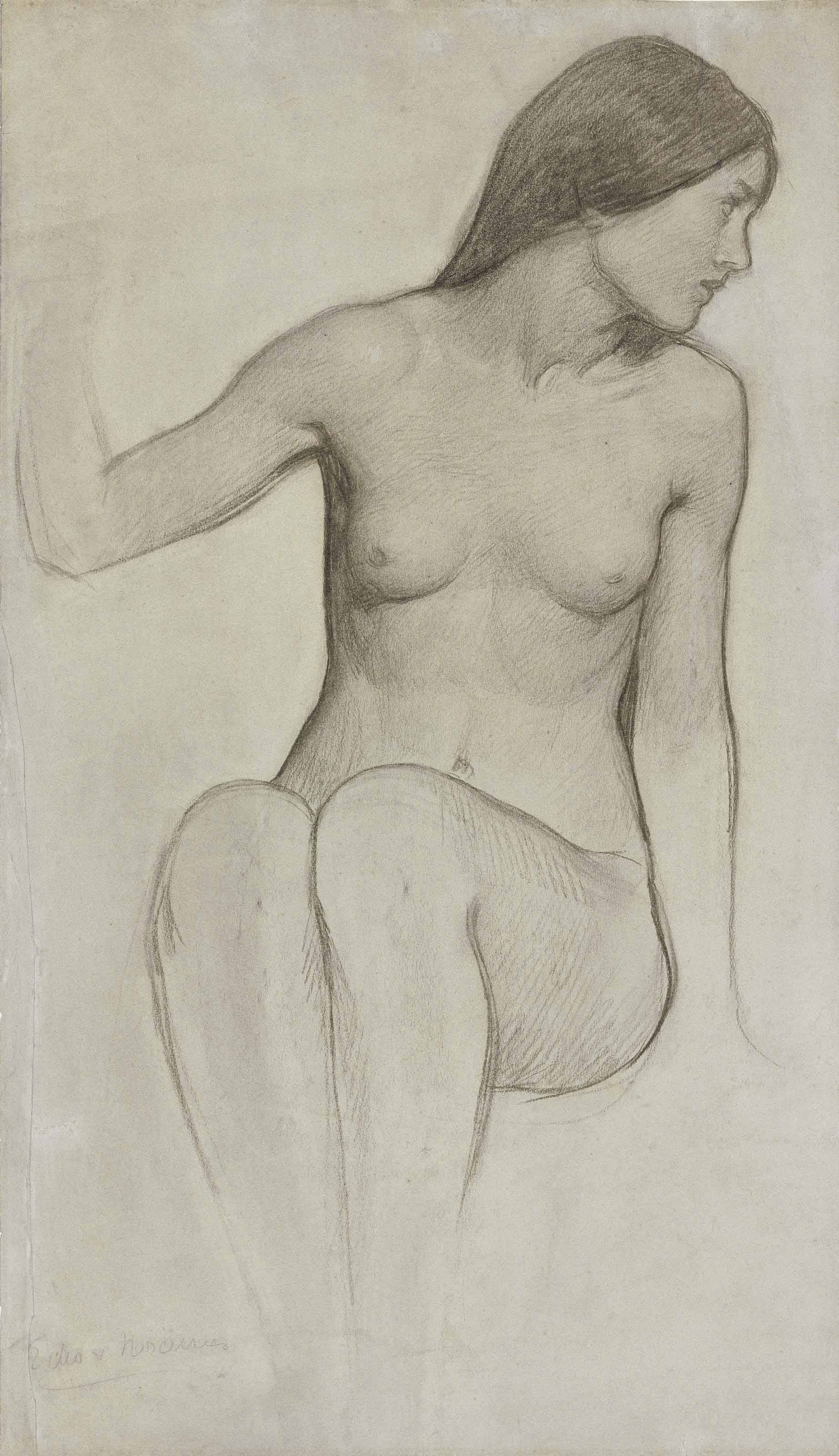
La bellezza di Eco

Nella versione del mito datane da Ovidio, Narciso era il figlio del dio fluviale Cefiso e della naiade Liriope. Ai suoi genitori venne predetto che egli sarebbe vissuto fino a tarda età, ma soltanto se non avesse guardato se stesso in volto. Divenuto un bellissimo ed affascinante adolescente, respinse via via non solo tutte le ninfe e le donne che si innamoravano di lui, ma anche sdegnando i giovanotti come Aminia.
Una di queste era la ninfa Eco; ella rimase talmente sconvolta dal suo rifiuto, che si consumò letteralmente d'amore, annichilendo il proprio corpo fino a che non rimase altro che un sussurro, l'eco appunto. Le preghiere di vendetta e maledizione di un giovane che Narciso aveva rifiutato furono ascoltate dalla dea Nemesi la quale condannò il ragazzo ad innamorarsi di sé stesso riflesso in uno specchio d'acqua. Continuò così a rimirarsi sdraiato fino alla morte.
Un fiore chiamato Narcissus crebbe nel punto esatto in cui Narciso era spirato, sulle rive del corso d'acqua.